# 그레그 에비건
그레그 에비건(Greg Evigan, 1953년 10월 14일 ~ )은 미국의 배우이다.

## 출연 작품
- 딥 식스 (1989)